# Indice di volume corporeo
L'indice di volume corporeo (IVC) è stato proposto come alternativa all'indice di massa corporea (IMC).
Considerando che l'IMC è basato sulla misurazione della massa totale, indipendentemente dal luogo della massa, l'indice di volume corporeo esamina il rapporto tra massa e la distribuzione di volume (cioè dove la massa del corpo si trova). Recenti studi hanno evidenziato i limiti dell'IMC come indicatore di rischio per la salute individuale.

## L'IVC come misura della forma del corpo e obesità
L'indice di volume corporeo è stato ideato nel 2000 come una misura assistita dal calcolatore del corpo umano per l'obesità e alternativa all'IMC. L'IVC misura automaticamente indice di massa corporea, circonferenza vita e rapporto vita-fianchi.

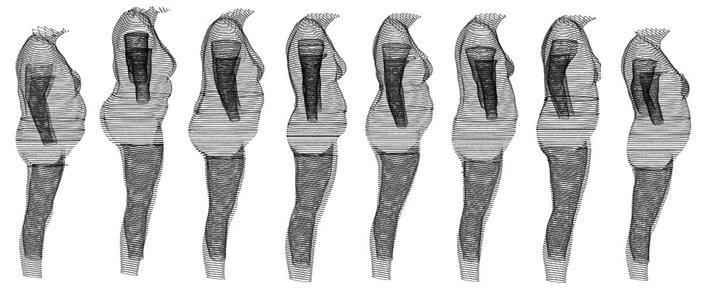
Otto donne con lo stesso IMC (30), ma differente IVC

L'IVC è un'applicazione che può essere utilizzato su uno scanner 3D di tutto il corpo per determinare il rischio individuale di salute, se l'hardware di scansione utilizza l'informazione ottica della luce o altro. L'IVC in grado di distinguere tra persone che hanno lo stesso IMC, ma con diversa forma e distribuzione dei pesi.
L'IVC è stato sperimentato clinicamente negli Stati Uniti e in Europa come parte di un progetto biennale di collaborazione, il Body Benchmark Study